# Püchersreuth
Püchersreuth  je obec ve vládním obvodě Horní Falc v zemském okrese Neustadt an der Waldnaab v Bavorsku. Žije zde přibližně 1 700 obyvatel.

## Geografie

### Sousední obce
Püchersreuth  sousedí s následujícími obcemi od západu: Kirchendemenreuth, Windischeschenbach, Plößberg, Floß a Störnstein, kromě Plößbergu, který leží ve zemském okrese Tirschenreuth, jsou všechny obce součástí zemského okresu Neustadt an der Waldnaab. 
| Růžice kompasu | Windischeschenbach | Plössberg    | Plössberg | Růžice kompasu |
| Růžice kompasu | Kirchendemenreuth  | Sever        | Floss     | Růžice kompasu |
| Růžice kompasu | Kirchendemenreuth  | Püchersreuth | Floss     | Růžice kompasu |
| Růžice kompasu | Kirchendemenreuth  | Jih          | Floss     | Růžice kompasu |
| Růžice kompasu | Störnstein         | Störnstein   | Floss     | Růžice kompasu |

### Místní části
Obec Püchersreuth má 21 místních částí:
- Auerberg (PLZ 95703)
- Baumgarten
- Botzersreuth
- Eppenreuth
- Ilsenbach
- Kahhof
- Kotzenbach

- Kronmühle
- Lamplmühle
- Lindnerhof
- Mitteldorf
- Pfaffenreuth (Vorwahl 09681)
- Püchersreuth
- Rotzendorf

- Rotzenmühle
- Sankt Quirin
- Stöberlhof
- Thomasberg
- Walpersreuth
- Wurz
- Ziegelhütte

## Historie
V Püchersreuthu je starý a nový hrad. Zatímco ze starého hradu se zachovaly pouze zbytky, nový zámek je součástí dnešního centra města. Prostorný komplex se skládá z velkého nádvoří, které je obehnáno obytnou budovou a různými přístavbami. Nový zámek je v soukromém vlastnictví. Dva dvojité erby (Hundt a Sparneck) na průčelí nového zámku a na oltáři v dolním kostele naznačují společnou správu panství dvěma panskými rodinami. 
Obec Püchersreuth byla součástí Bavorského kurfiřtství a od poloviny 17. do poloviny 18. století byla sídlem svobodného hrabství rodu von Hundtů. Administrativními reformami v Bavorsku vznikla nařízením z roku 1818 obec v současné podobě.